# San Antonio Cinta
San Antonio Cinta fue una hacienda ubicada en la localidad de Mérida, municipio de Mérida, en Yucatán, México. Actualmente se encuentra conurbada con Mérida.

## Toponimia
El nombre (San Antonio) hace referencia a Antonio de Padua.

## Demografía
Según el censo de 1960, la población de la localidad era de 35 habitantes, de los cuales 22 eran hombres y 13 eran mujeres.
| 109                         | 115 | 49 | 63 | 42 | 54 | 35 | ? |
| (Fuente: INEGI [Consultar]) |     |    |    |    |    |    |   |

## Galería

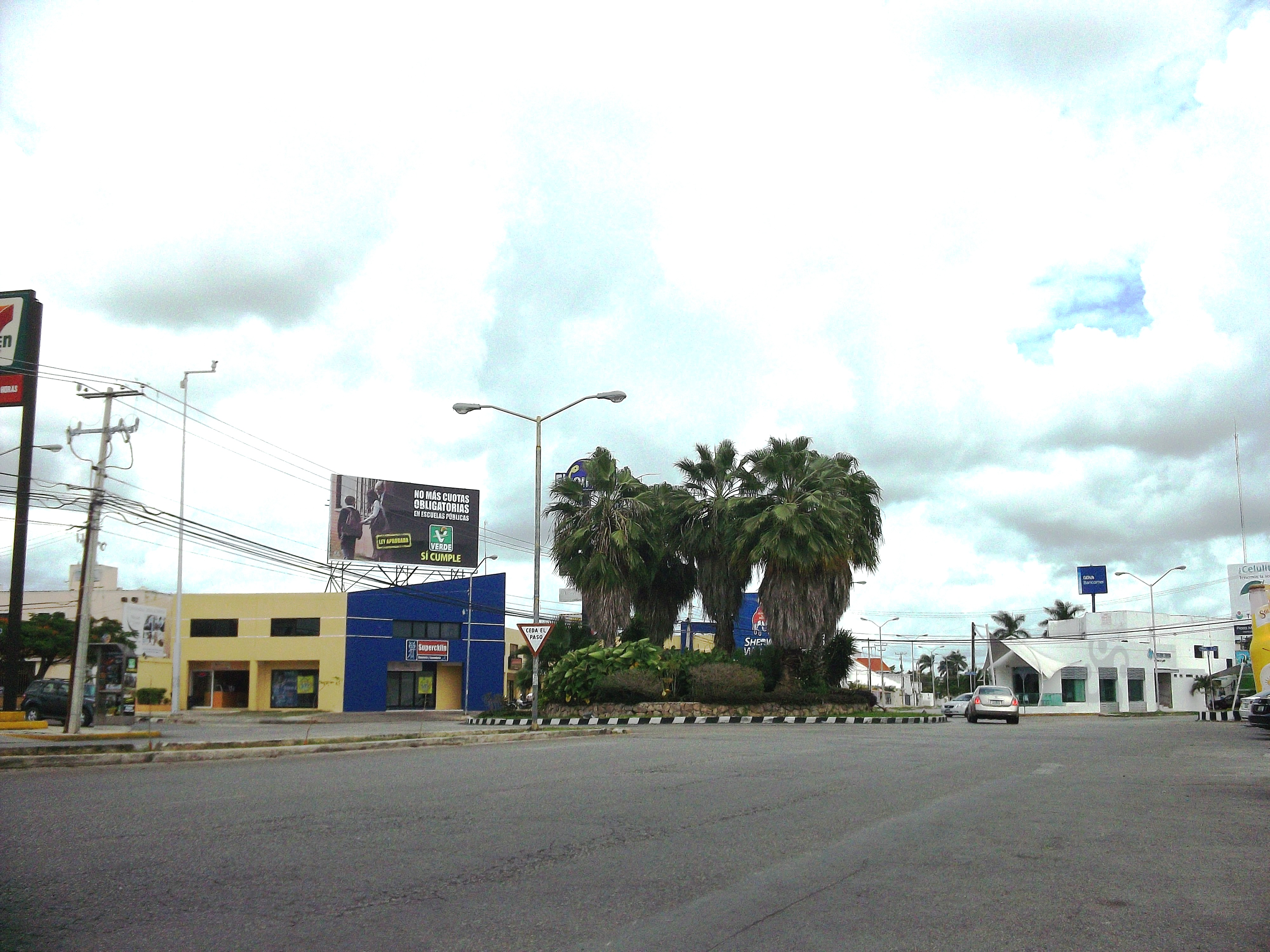
Glorieta.